# Scleroptila finschi
El francolín de Finsch (Scleroptila finschi) es una especie de ave galliforme de la familia Phasianidae propia de África. Su nombre hace referencia al naturalista alemán Friedrich Hermann Otto Finsch (8 de agosto de 1839 - 31 de enero de 1917, Braunschweig).

## Distribución
Se encuentra en Angola, en la República del Congo, en la República Democrática del Congo, y en algunas partes de Camerún y Gabón.